# Trematopygodes townesi
Trematopygodes townesi là một loài tò vò trong họ Ichneumonidae.